# رشاد بومان
رشاد بومان (بالإنجليزية: Rashad Bauman)‏ هو لاعب كرة قدم أمريكية أمريكي، ولد في 7 مايو 1979 في تمبي في الولايات المتحدة.

## وصلات خارجية
- رشاد بومان على موقع مرجع كرة القدم المحترفة.كوم (الإنجليزية)